# Viện Tiêu chuẩn Đức

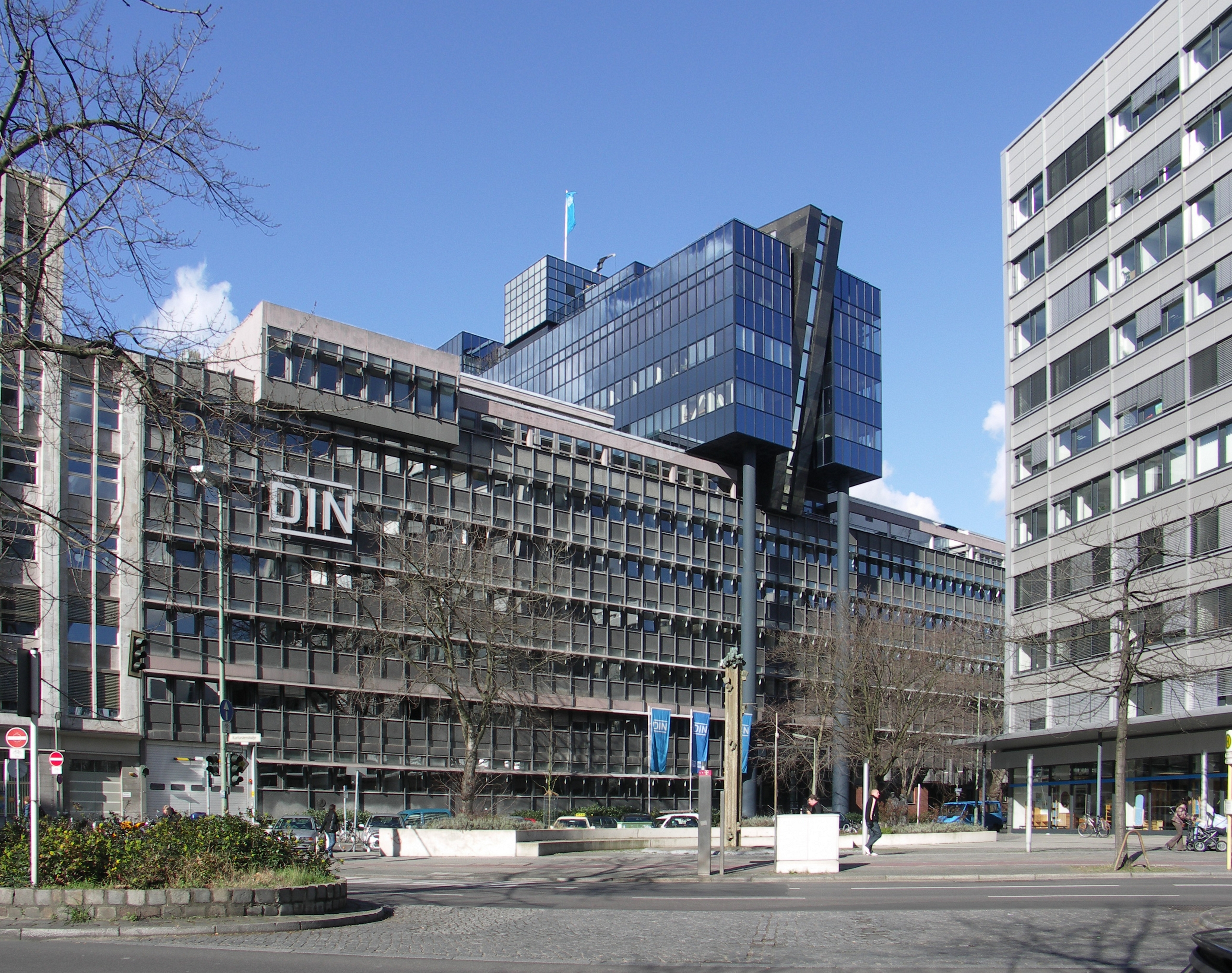
Tòa nhà DIN ở DIN-Platz tại khu Berlin-Tiergarten

Viện Tiêu chuẩn Đức, viết tắt là DIN theo tiếng Đức "Deutsches Institut für Normung e.V.", là tổ chức quốc gia Đức về tiêu chuẩn hóa và là thực thể thành viên ISO Đức.
DIN được thành lập ngày 22/12/1917 với tên ban đầu là "Ủy ban Tiêu chuẩn của ngành công nghiệp Đức" (tiếng Đức: Normenausschuß der deutschen Industrie). Năm 1926 đã đổi tên lần đầu tiên thành "Ủy ban Tiêu chuẩn Đức" (tiếng Đức: Deutscher Normenausschuß), để chỉ ra rằng các lĩnh vực làm việc không còn giới hạn trong ngành công nghiệp. Năm 1975 một hợp đồng giữa tổ chức tiêu chuẩn này và chính phủ Cộng hòa Liên bang Đức cho ra tên gọi như hiện nay .
Ngày nay DIN là một Hiệp hội đã đăng ký Đức (e.V.) có trụ sở tại Berlin. Hiện tại có khoảng 30.000 Tiêu chuẩn DIN, bao gồm gần như tất cả các lĩnh vực công nghệ.